# Спаськ (Казахстан)
Спа́ськ (каз. Спасск) — село у складі Абайського району Карагандинської області Казахстану. Входить до складу Курмінського сільського округу.
Населення — 48 осіб (2021; 73 у 2009, 145 у 1999, 89 у 1989).
Національний склад станом на 1989 рік:
- росіяни — 74 %.